# Stojan Zaimow
Stojan Zaimow (bułg. Стоян Заимов; ur. 12 sierpnia 1853 w Czirpanie, zm. 9 września 1932 w Plewenie) – bułgarski działacz niepodległościowy i społeczny, pisarz. Uczestnik powstania kwietniowego z 1876 roku.
Podstawowe wykształcenie zdobył w szkole w Starej Zagorze w latach 1867–1869, gdzie zapoznał się z Wasylem Lewskim. Tam też zapoczątkował wieloletnią działalność na rzecz niepodległości Bułgarii wstępując do Bułgarskiego Centralnego Komitetu Rewolucyjnego. W latach 1870–1871 ukończył kurs pedagogiczny w Płowdiwie, a następnie pracował jako nauczyciel w męskiej szkole w Chaskowie (1871-1873). Wraz z innymi lokalnymi działaczami niepodległościowymi założył chaskowski komitet powstańczy i był jednym z jego najaktywniejszych członków. Wkrótce potem wziął udział w przygotowaniach do zamachu na lokalnego obszarnika osmańskiego Stawriego. W 1873 został aresztowany przez siły tureckie i uwięziony w twierdzy w Diyarbakırze. W rok później zdołał zbiec i przedostać się do Królestwa Rumunii, gdzie osiedlił się.
Na emigracji zapoznał się z Lubenem Karawełowem, Christem Botewem i innymi działaczami na rzecz niepodległości i na nowo zaangażował się w sprawę narodową. W 1875 roku zarząd Bułgarskiego Centralnego Komitetu Rewolucyjnego powierzył mu zadanie podpalenia Stambułu w celu zainicjowania planowanego na wrzesień 1875 roku powstania narodowego. Jego pomocnikiem w tej misji był Georgi Benkowski. Planu nie udało się jednak zrealizować, w związku z czym Zaimow powrócił do Bukaresztu. Następnie uczestniczył w założeniu komitetu rewolucyjnego w Giurgiu, który zajął się przygotowaniem nowego, ogólnonarodowego powstania. Komitet przydzielił mu funkcję głównego "apostoła" (agitatora) w okręgu powstańczym we Wracy. Na początku 1876 roku Zaimow przedostał się do Bułgarii, jednak wkrótce po wybuchu powstania kwietniowego został schwytany przez władze osmańskie. Otrzymał wyrok śmierci, który zamieniono mu później na karę dożywotniego więzienia w twierdzy w mieście Akka w Azji Mniejszej. 
Dzięki amnestii udzielonej byłym powstańcom stosownie do postanowień Pokoju w San Stefano, odzyskał wolność i powrócił do niepodległej już Bułgarii. W 1882 ukończył studia w Instytucie Pedagogicznym w Moskwie, po czym pracował jako nauczyciel w Szumenie (1882-1884), Warnie (1884-1885), Kiustendile (1888–1895) i Sofii (1898–1901). W latach 1895–1898 był członkiem komitetu naukowego przy Ministerstwie Oświaty Narodowej. Pisał podręczniki i przewodniki metodyczne, założył czasopismo "Przegląd Szkolny" (bułg. Училищен преглед), które ukazywało się w latach 1896–1949. W latach 1903–1908 pełnił funkcję dyrektora Biblioteki Narodowej w Sofii. Wraz z Zacharim Stojanowem stworzył podwaliny współczesnej bułgarskiej prozy wspomnieniowej. Napisał m.in. "Przeszłość. Beletrystyczne i historyczne szkice z dziedziny bułgarskich ruchów z lat 1870-1877" (bułg. Миналото. Белетристични и исторически очерки из областта на българските движения от 1870-1877 година) w czterech tomach. Był ojcem generała Władimira Zaimowa.